# Olympische Sommerspiele 1912/Leichtathletik – Marathon (Männer)
Der Marathonlauf der Männer bei den Olympischen Spielen 1912 in Stockholm wurde am 14. Juli 1912 ausgetragen. 68 Athleten nahmen daran teil, von denen nur 35 das Ziel erreichten. Die Strecke führte quer durch die schwedische Hauptstadt, Start und Ziel waren das Olympiastadion Stockholm. Die Strecke war mit 40,2 km fast zwei Kilometer kürzer als der Standard von 42,195 km.
Olympiasieger wurde der Südafrikaner Ken McArthur, der knapp eine Minute vor seinem Landsmann Christopher Gitsham das Ziel erreichte. Die Bronzemedaille gewann der US-Amerikaner Gaston Strobino.

## Rekorde / Bestleistungen
Weltrekorde waren damals für alle Disziplinen noch inoffiziell. Im Marathonlauf wurden Rekorde wegen der unterschiedlichen Streckenbeschaffenheiten außer bei Olympischen Spielen noch bis 2002 nicht geführt, stattdessen gab es Bestleistungen.

### Bestehende Rekorde/Bestleistungen
| Weltbestleistung   | 2:40:35 h   | Thure Johansson ( Schweden) | Stockholm, SWE      | 31. August 1909 |
| Olympischer Rekord | 2:55:18,4 h | John Hayes ( USA)           | OS London 1908, GBR | 24. Juli 1908   |

### Rekordverbesserung
Obwohl die Strecke mit 40,2 km um 1,995 km kürzer war als seit den Olympischen Spielen 1908 standardmäßig vorgegeben wurde die Zeit des Siegers als neuer olympischer Rekord anerkannt:

2:36:54,8 h – Ken McArthur (Südafrikanische Union), 14. Juli

## Das Rennen
Datum: 14. Juli 1912

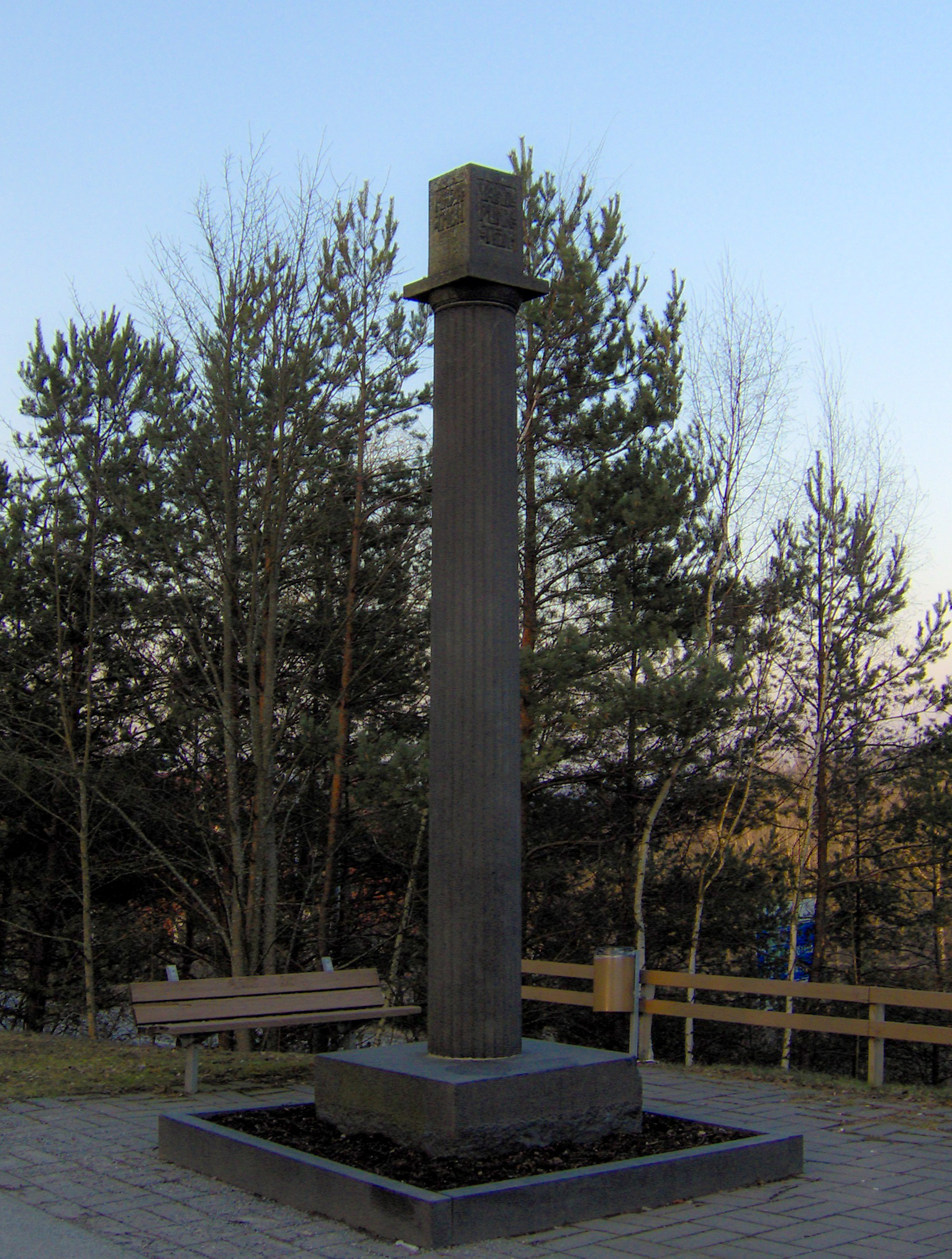
Wendepunkt der Marathonstrecke

Bei einer Temperatur von ca. 32 °C wurde das Rennen im Olympiastadion gestartet. Die Läufer liefen zunächst nach Norden Richtung Sollentuna. Dort befand sich der erstmals bei einer olympischen Marathonstrecke vorhandene Wendepunkt – siehe Foto. Der Finne Tatu Kolehmainen, Bruder des Olympiasiegers über 10.000 Meter Hannes Kolehmainen, sowie die beiden Südafrikaner Christopher Gitsham und Kenneth McArthur bildeten die Führungsgruppe. Dahinter befand sich eine Verfolgergruppe mit den Schweden Alexis Ahlgren, Sigfrid Jacobsson, dem Briten Frederick Lord, dem Italiener Carlo Speroni und dem Kanadier James Corkery.
Während sich Kolehmainen und Gitsham ein wenig absetzen konnten, kam es bei Kilometer 29 zu einem folgenschweren Drama. Der Portugiese Francisco Lázaro, der sich zum Schutz vor der Sonne mit Wachs eingerieben hatte, kollabierte und brach zusammen, da sein Körper nicht mehr schwitzen konnte und der Elektrolythaushalt komplett gestört wurde. Lázaro wurde in ein Krankenhaus gebracht, verstarb jedoch am nächsten Morgen. Er ist damit der erste Sportler, der durch die Folgen der Ausübung seines Wettkampfes während der Olympischen Spiele der Neuzeit verstarb.
Der Japaner Kanaguri Shisō war bei Kilometer dreißig völlig erschöpft. Er sah Bewohner eines Hauses Saft trinken und bat um ein Glas. Die Bewohner baten ihn ins Haus, der Athlet wollte sich auf einer Liege kurz ausruhen und schlief ein. Erst am nächsten Morgen erwachte er. Kanaguri schämte sich und wollte zuerst nicht in seine Heimat zurückkehren, was er aber dann doch tat. 1967 kam er noch einmal nach Stockholm und nahm den Lauf genau an der Stelle, an der er angehalten hatte, wieder auf und beendete das Rennen. Er erreichte das Ziel im Olympiastadion nach 54 Jahren, 8 Monaten, 6 Tagen, 32 Minuten und 20,3 Sekunden.
Tatu Kolehmainen musste bei Kilometer 35 das Rennen aufgeben. Unterdessen hatte sich McArthur an seinen Landsmann Gitsham herangearbeitet. Die Verfolgergruppe war gesprengt, nur noch der Schwede Jacobsson und der US-Amerikaner Strobino konnten sich eine Minute hinter den beiden Spitzenläufern halten. Wenige Kilometer vor dem Stadion gab es eine Versorgungsstelle. Gitsham hielt an, um zu trinken, während McArthur weiterlief und schließlich mit einem komfortablen Vorsprung gewann. Obwohl die Strecke mit 40,2 km um fast zwei Kilometer zu kurz war – die Standardlänge betrug seit den Olympischen Spielen 1908 42,195 km –, wurde die Siegeszeit als neuer Olympiarekord anerkannt.
Alle Läufer, die keine Medaille gewinnen konnten und nicht mehr als 120 % der Siegeszeit (ca. 3:17 Stunden) benötigten, wurden mit einer Ehrenurkunde ausgezeichnet.

## Ergebnis

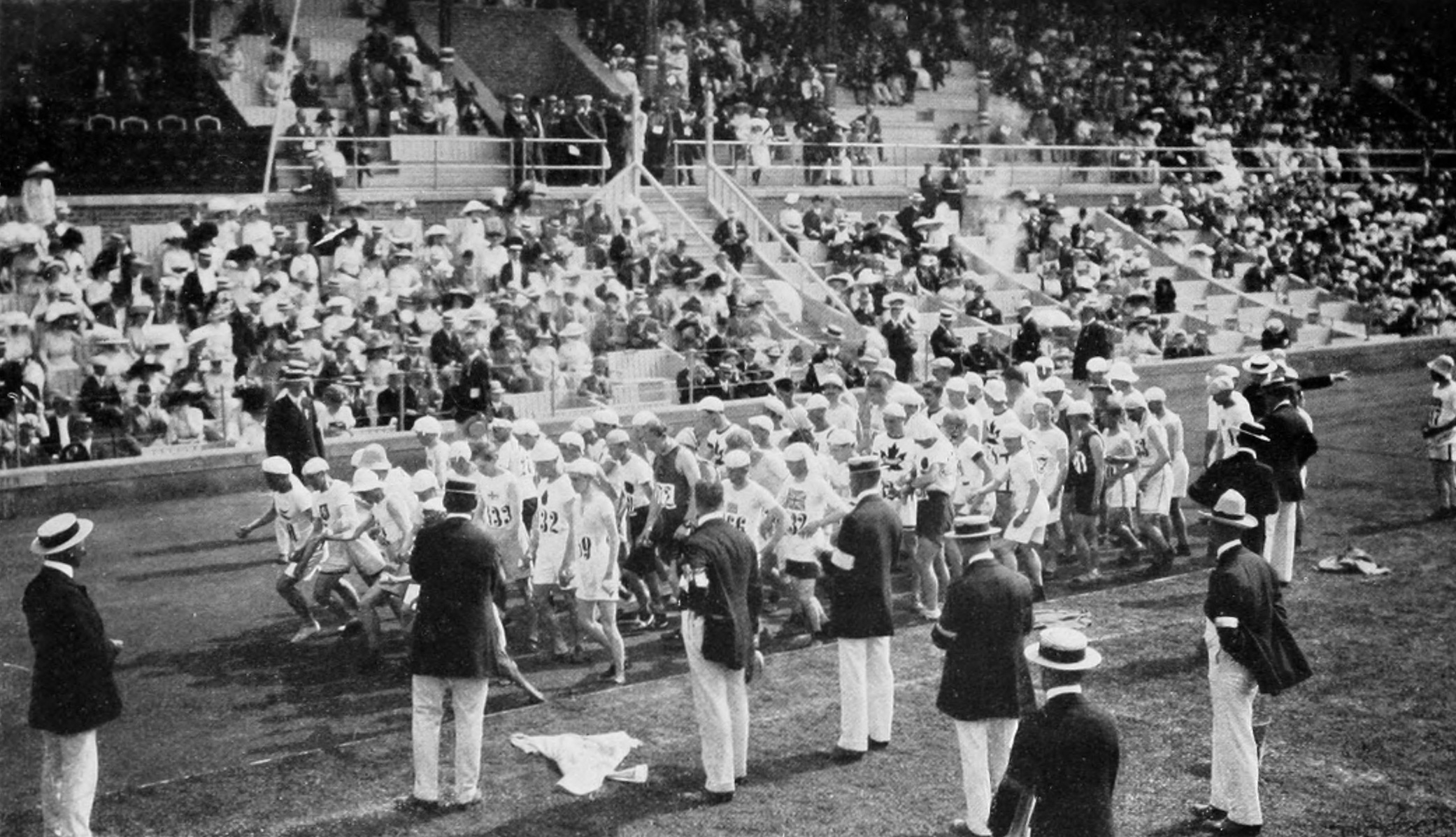
Start des Rennens

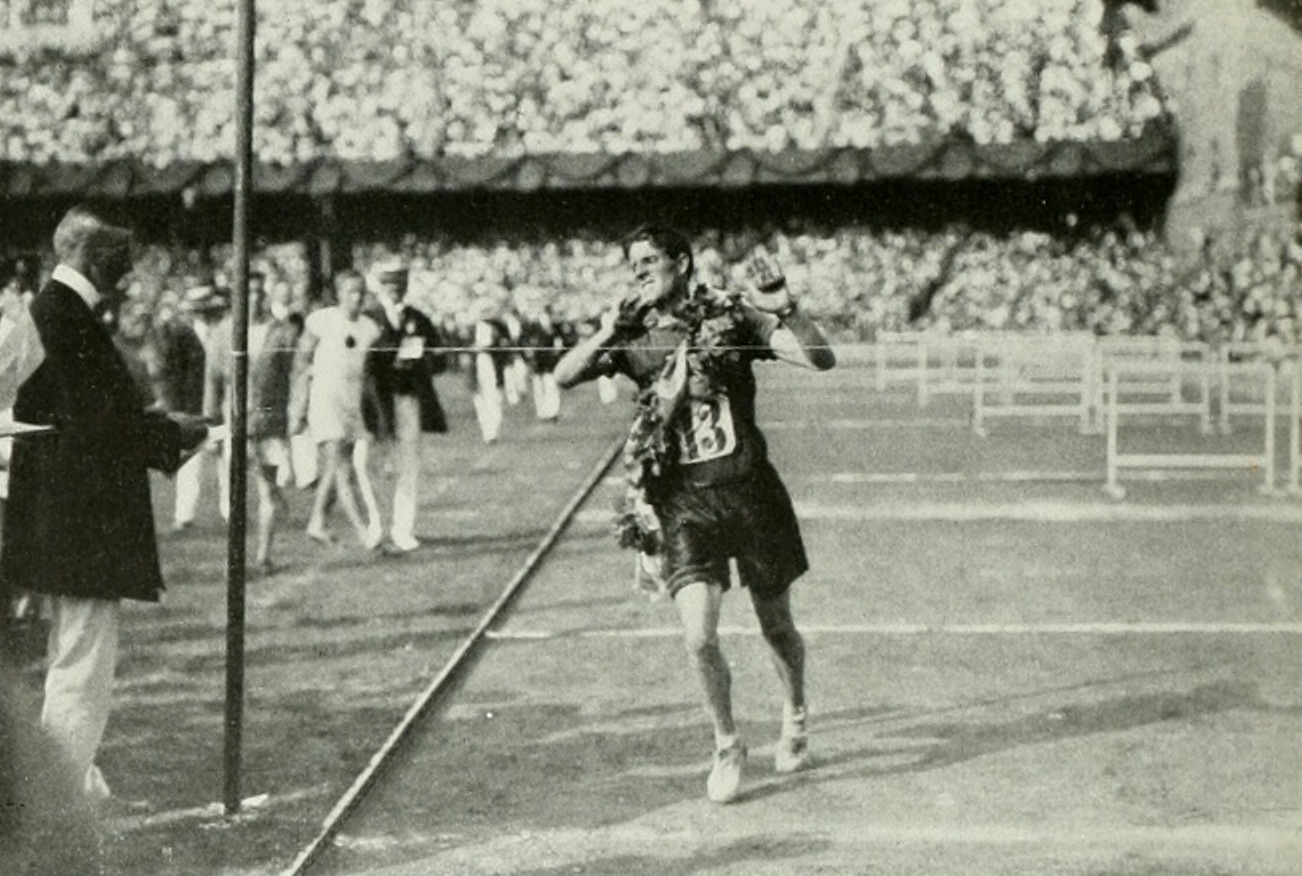
Olympiasieger Ken McArthur beim Zieleinlauf

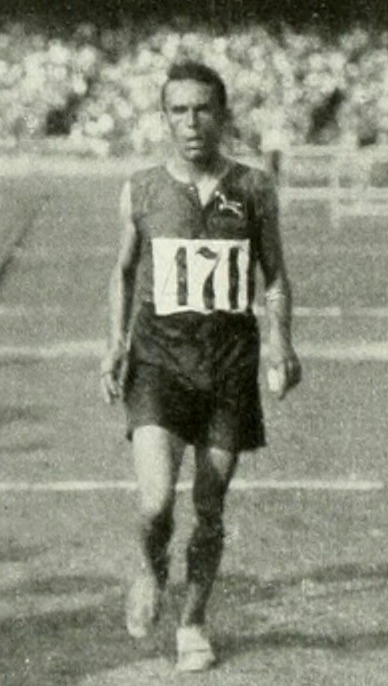
Silbermedaillengewinner Christopher Gitsham

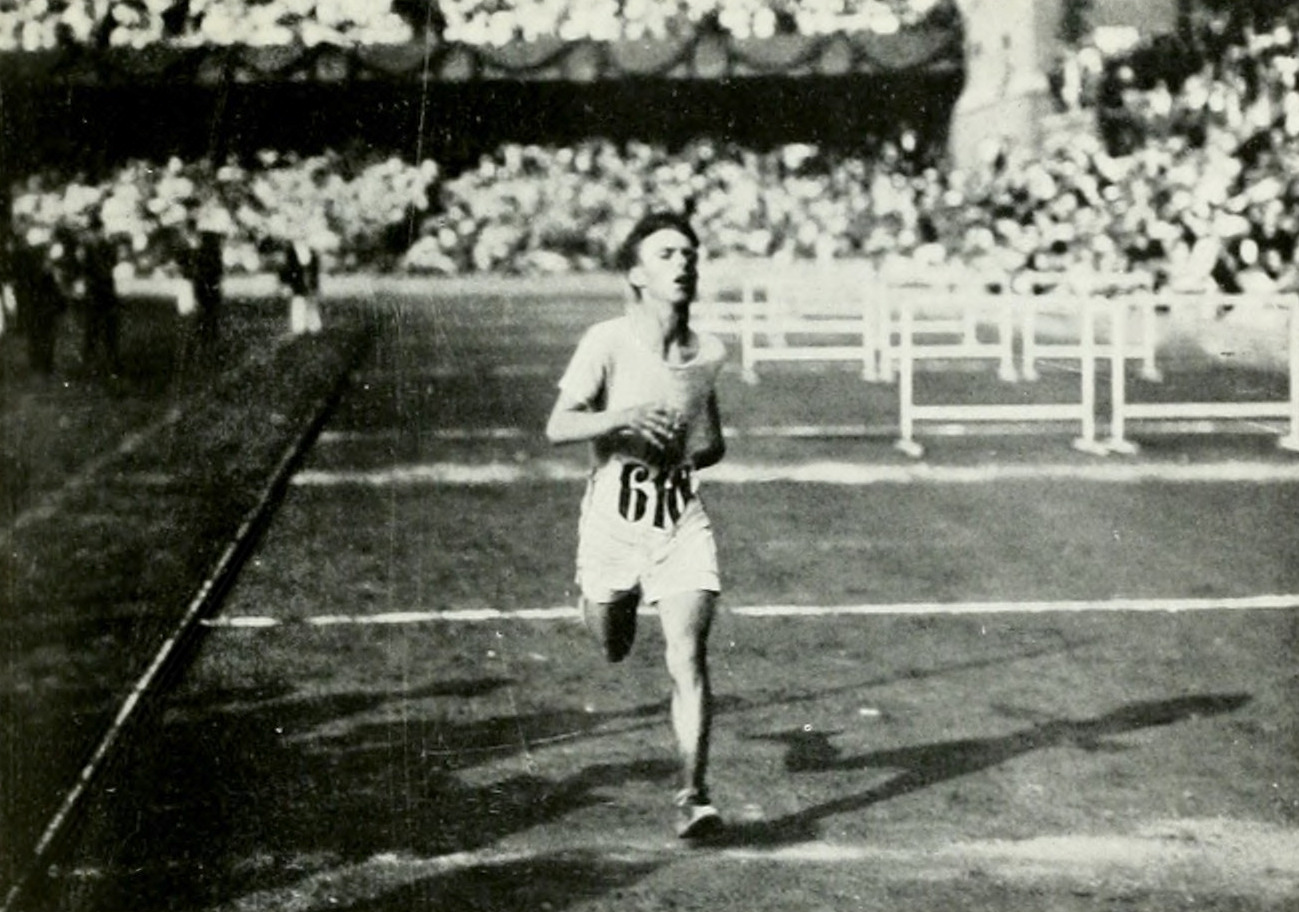
Gaston Strobino, Gewinner der Bronzemedaille

| Platz | Name                    | Nation                | Zeit        | Anmerkung |
| ----- | ----------------------- | --------------------- | ----------- | --------- |
| 1     | Ken McArthur            | Südafrikanische Union | 2:36:54,8 h | OR        |
| 2     | Christopher Gitsham     | Südafrikanische Union | 2:37:52,0 h |           |
| 3     | Gaston Strobino         | Vereinigte Staaten    | 2:38:42,4 h |           |
| 4     | Andrew Sockalexis       | Vereinigte Staaten    | 2:42:07,9 h |           |
| 5     | James Duffy             | Kanada                | 2:42:18,8 h |           |
| 6     | Sigfrid Jacobsson       | Schweden              | 2:43:24,9 h |           |
| 7     | John Gallagher          | Vereinigte Staaten    | 2:44:19,7 h |           |
| 8     | Joseph Erxleben         | Vereinigte Staaten    | 2:45:47,2 h |           |
| 9     | Richard Piggott         | Vereinigte Staaten    | 2:46:40,7 h |           |
| 10    | Joseph Forshaw          | Vereinigte Staaten    | 2:49:49,4 h |           |
| 11    | Édouard Fabre           | Kanada                | 2:50:36,2 h |           |
| 12    | Clarence DeMar          | Vereinigte Staaten    | 2:50:46,6 h |           |
| 13    | Renon Boussière         | Frankreich            | 2:51:06,6 h |           |
| 14    | Harry Green             | Großbritannien        | 2:52:11,4 h |           |
| 15    | William Forsyth         | Kanada                | 2:52:23,0 h |           |
| 16    | Lewis Tewanima          | Vereinigte Staaten    | 2:52:41,4 h |           |
| 17    | Harry Smith             | Vereinigte Staaten    | 2:52:53,8 h |           |
| 18    | Thomas Lilley           | Vereinigte Staaten    | 2:59:35,4 h |           |
| 19    | Arthur Townsend         | Großbritannien        | 3:00:05,0 h |           |
| 20    | Felix Kwieton           | Österreich            | 3:00:48,0 h |           |
| 21    | Frederick Lord          | Großbritannien        | 3:01:39,2 h |           |
| 22    | Jacob Westberg          | Schweden              | 3:02:05,2 h |           |
| 23    | Axel Simonsen           | Norwegen              | 3:04:59,4 h |           |
| 24    | Carl Andersson          | Schweden              | 3:06:13,0 h |           |
| 25    | Edgar Lloyd             | Großbritannien        | 3:09:25,0 h |           |
| 26    | Iraklis Sakellaropoulos | Griechenland          | 3:11:37,0 h |           |
| 27    | Hjalmar Dahlberg        | Schweden              | 3:13:32,2 h |           |
| 28    | Ivar Lundberg           | Schweden              | 3:16:35,2 h |           |
| 29    | Johannes Christensen    | Dänemark              | 3:21:57,4 h |           |
| 30    | Olaf Lodal              | Dänemark              | 3:21:57,6 h |           |
| 31    | Ödön Kárpáti            | Ungarn                | 3:25:21,6 h |           |
| 32    | Calle Nilsson           | Schweden              | 3:26:56,4 h |           |
| 33    | Emmerich Rath           | Österreich            | 3:27:03,8 h |           |
| 34    | Otto Osen               | Norwegen              | 3:36:35,2 h |           |
| 35    | Elmar Reimann           | Russland              | k. A.       |           |
| DNF   | Alexis Ahlgren          | Schweden              |             |           |
| DNF   | Henry Barrett           | Großbritannien        |             |           |
| DNF   | James Beale             | Großbritannien        |             |           |
| DNF   | Thure Bergvall          | Schweden              |             |           |
| DNF   | James Corkery           | Kanada                |             |           |
| DNF   | Oscar Fonbæk            | Norwegen              |             |           |
| DNF   | Septimus Francom        | Großbritannien        |             |           |
| DNF   | William Grüner          | Schweden              |             |           |
| DNF   | David Guttman           | Schweden              |             |           |
| DNF   | Karl Hack               | Österreich            |             |           |
| DNF   | Bohumil Honzátko        | Böhmen                |             |           |
| DNF   | Aarne Kallberg          | Finnland              |             |           |
| DNF   | Kanaguri Shisō          | Japan                 |             |           |
| DNF   | Andrejs Kapmals         | Russland              |             |           |
| DNF   | Tim Kellaway            | Großbritannien        |             |           |
| DNF   | Tatu Kolehmainen        | Finnland              |             |           |
| DNF   | Andrejs Krūkliņš        | Russland              |             |           |
| DNF   | Francisco Lázaro        | Portugal              |             |           |
| DNF   | Ivan Lönnberg           | Schweden              |             |           |
| DNF   | Louis Pauteux           | Frankreich            |             |           |
| DNF   | Louis Pauteux           | Frankreich            |             |           |
| DNF   | Vladimír Penc           | Böhmen                |             |           |
| DNF   | Stuart Poulter          | Australasien          |             |           |
| DNF   | Nikolajs Rasso          | Russland              |             |           |
| DNF   | John James Reynolds     | Vereinigte Staaten    |             |           |
| DNF   | Henrik Ripszám          | Ungarn                |             |           |
| DNF   | Francesco Ruggero       | Italien               |             |           |
| DNF   | Michael J. Ryan         | Vereinigte Staaten    |             |           |
| DNF   | František Slavík        | Böhmen                |             |           |
| DNF   | Carlo Speroni           | Italien               |             |           |
| DNF   | Arthur St. Norman       | Südafrikanische Union |             |           |
| DNF   | Dragutin Tomašević      | Serbien               |             |           |
| DNF   | Gustaf Törnros          | Schweden              |             |           |
| DNF   | Aleksandrs Upmals       | Russland              |             |           |

## Bildergalerie

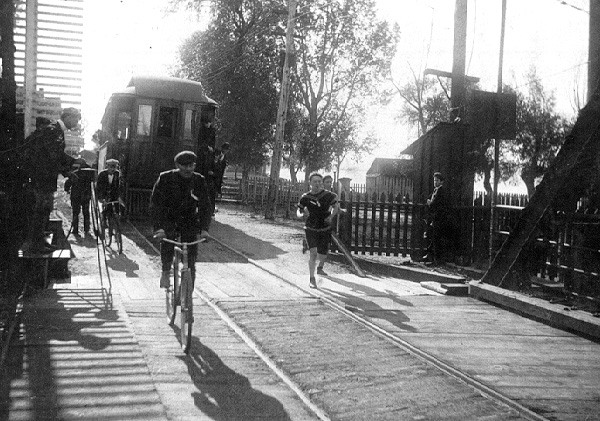
James Duffy (rechts) – Rang fünf
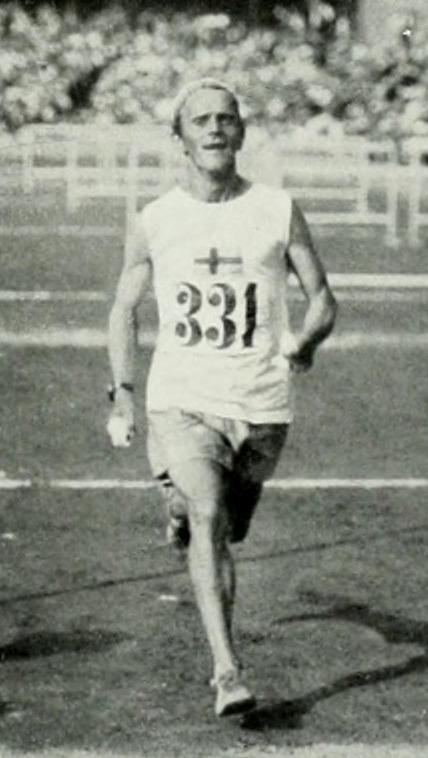
Sigfrid Jacobsson wurde Sechster
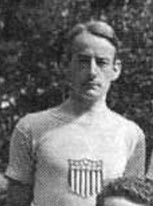
Joseph Forshaw erreichte Platz zehn
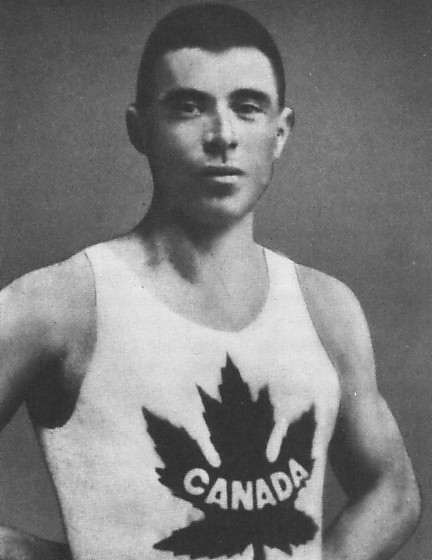
Édouard Fabre kam als Elfter ins Ziel
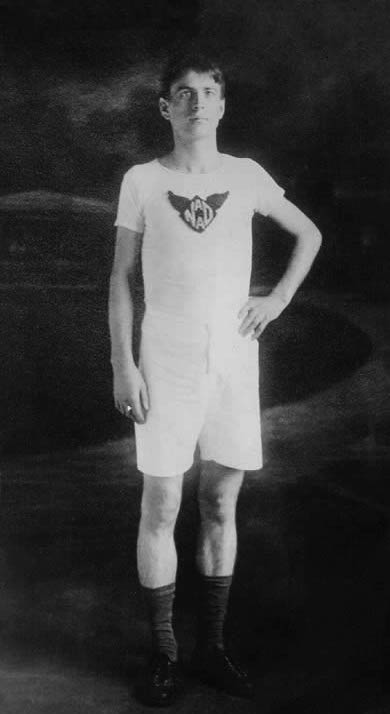
Platz zwölf für Clarence DeMar
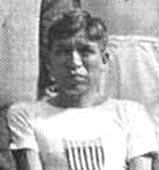
Lewis Tewanima (USA) – Rang sechzehn
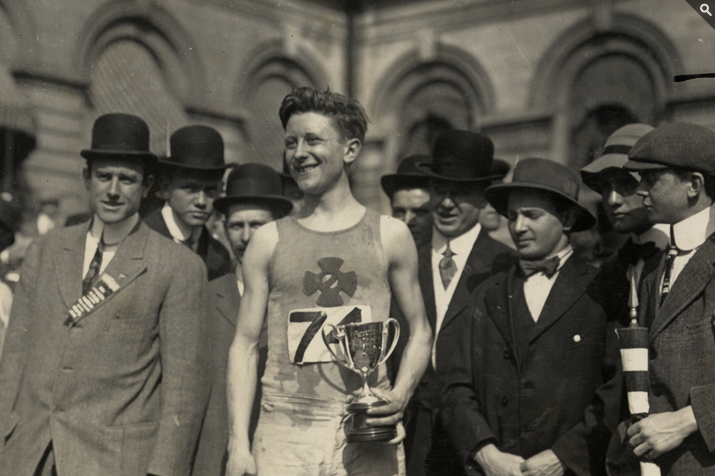
Harry Smith – Platz siebzehn
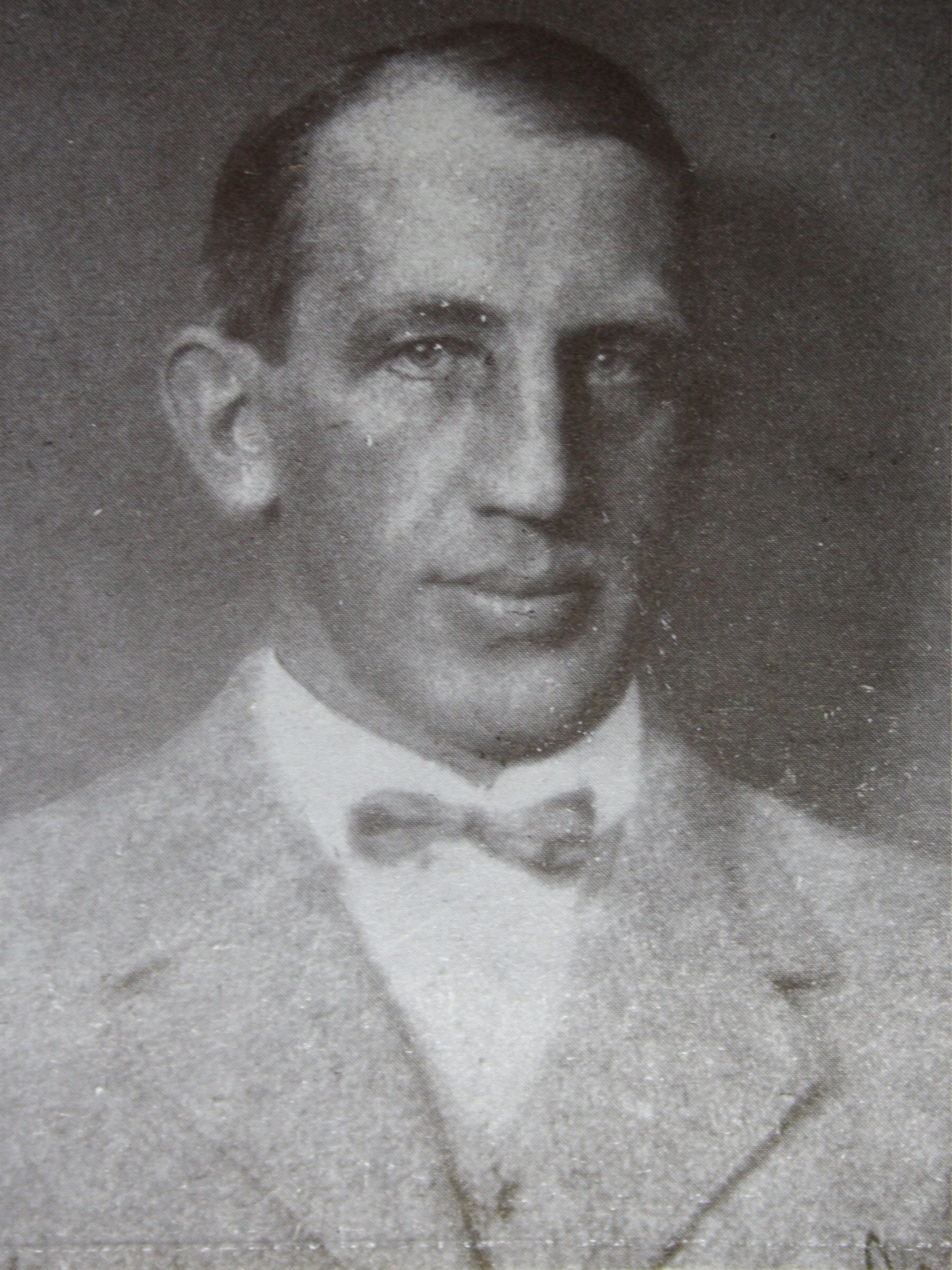
Emmerich Rath belegte Platz 33
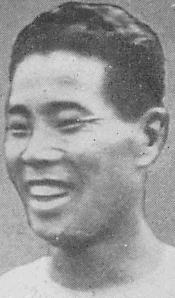
Kanaguri Shisō verschlief das Rennen und beendete es erst 54 Jahre später.
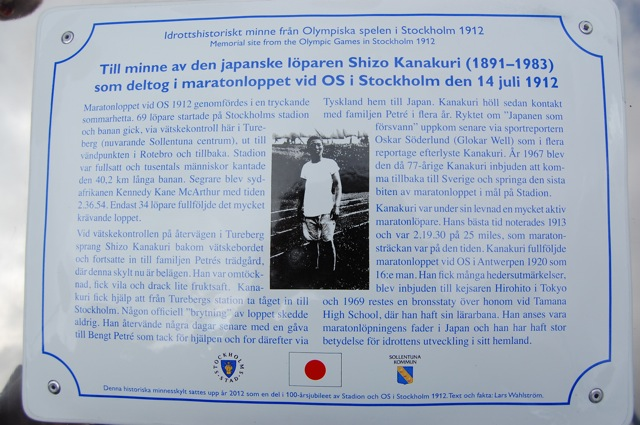
Gedenkplakette für Kanaguri Shisō an der Stelle, an der das Haus stand, in dem er eingeschlafen war – heute befindet sich dort eine Schule
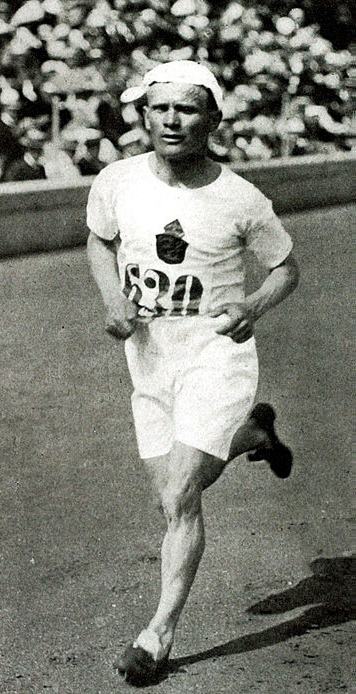
Tatu Kolehmainen – Rennen nicht beendet
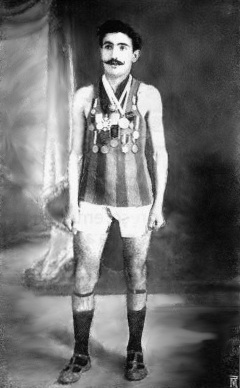
Francisco Lázaro – brach während des Rennens zusammen und verstarb am nächsten Morgen
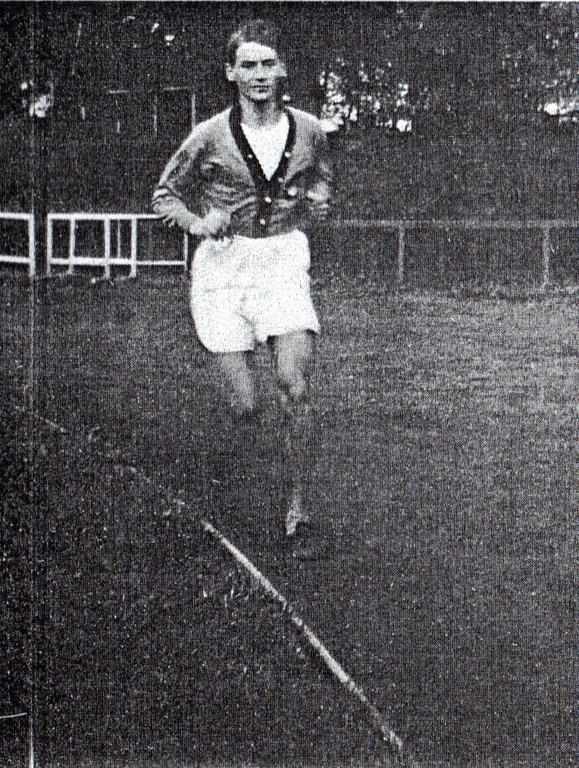
Ivan Lönnberg, auch als Maler bekannt, musste das Rennen aufgeben
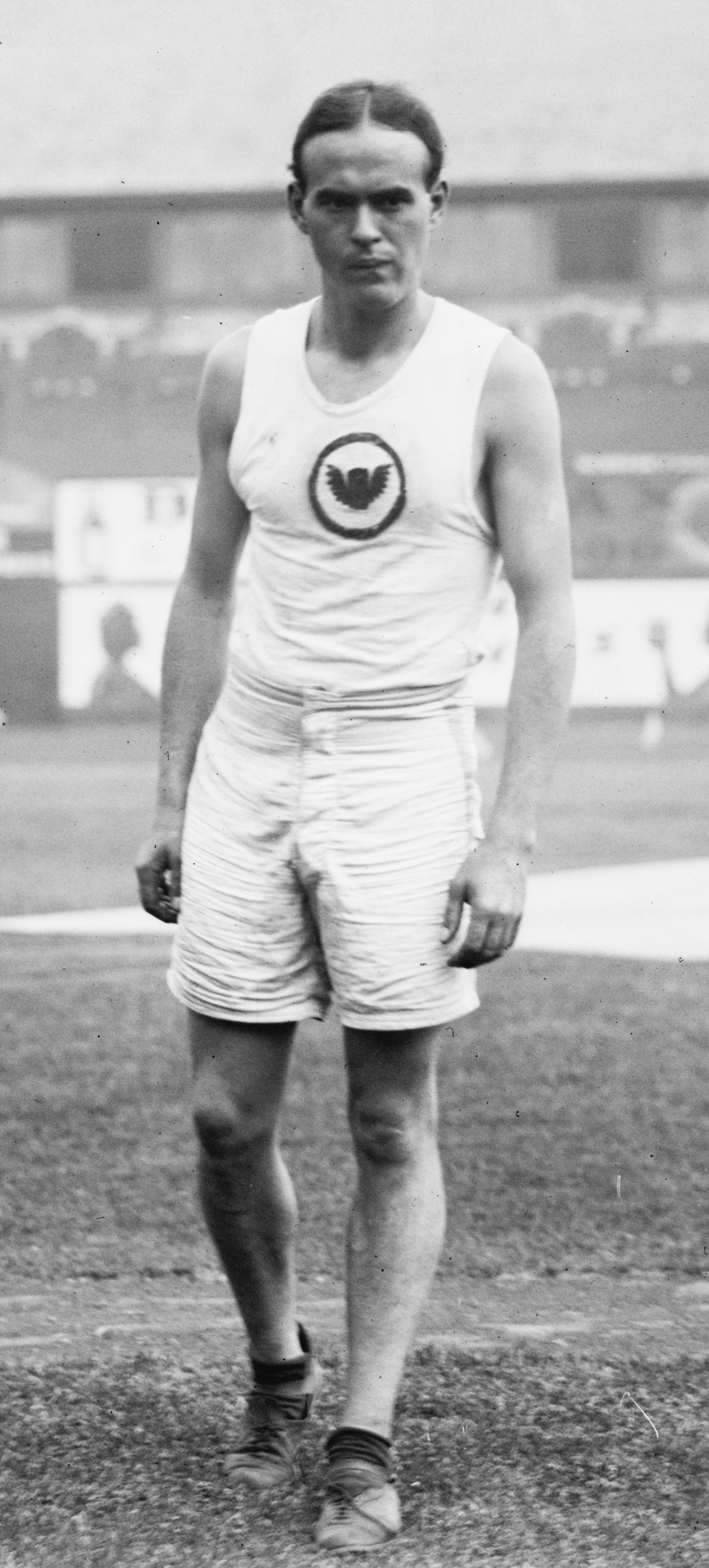
John James Reynolds gab auf
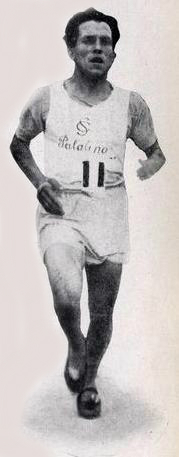
Carlo Speroni erreichte nicht das Ziel
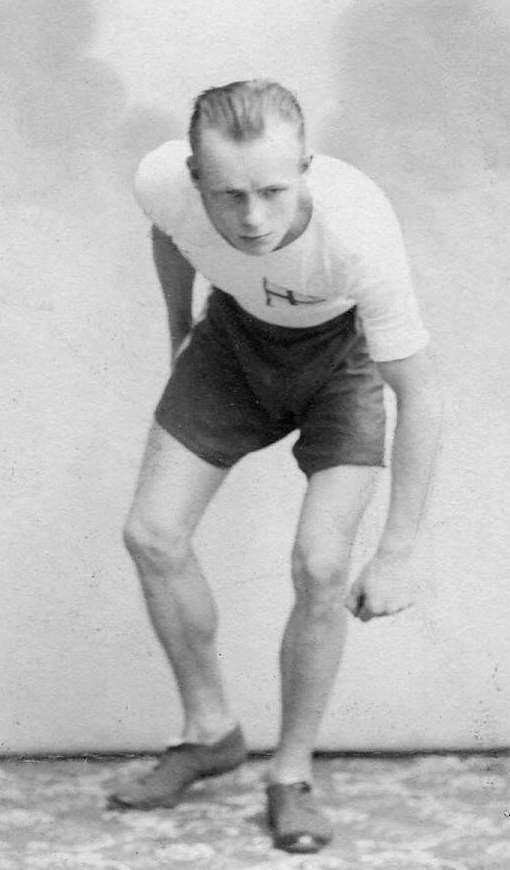
Gustaf Törnros – Rennen nicht beendet

## Videolinks
- Olympics 1912 Marathon, youtube.com, abgerufen am 18. Mai 2021
- The marathon runner who did not stop - Kennedy McArthur - Stockholm 1912 Olympic Games, youtube.com, abgerufen am 18. Mai 2021